# Ziggo
Ziggo ist der größte niederländische Kabelnetzbetreiber. Er entstand im Mai 2008 aus dem Zusammenschluss von Multikabel, @Home Network und Casema; seinen Sitz hat das Unternehmen in Utrecht. Ziggo versorgt rund 3 Millionen Haushalte (2,2 Millionen mit Kabelfernsehen, 1,7 Millionen mit digitaler Internet-Breitbandverbindung und 1,3 Millionen mit Telefonanschluss).

## Geschichte
Im Jahr 2008 wurde @Home mit Ziggo fusioniert. 
Die Aktiengesellschaft war von März 2012 bis Ende 2014 an der NYSE Euronext notiert. Größte Anteilhalter der Mutterholding Zesko waren bis 2013 die Beteiligungsgesellschaften von Cinven und Warburg Pincus. Am 26. April 2013 platzierten die Großaktionäre ihre restlichen Aktien, die Gesellschaft befindet sich nun mehrheitlich in Streubesitz. CEO war bis Ende 2013 Bernard Dijkhuizen. Anfang Januar 2014 übernahm der ehemalige Vorstandsvorsitzende der Deutschen Telekom AG, René Obermann, diese Position.
Der Medienkonzern Liberty Global gab 2013 ein Übernahmeangebot für Ziggo ab, das zunächst als zu niedrig abgelehnt wurde. Im Januar 2014 kündigte Liberty Global die Übernahme Ziggos an.
Im Mai 2014 wurde Baptiest Coopmans, der bisherige Geschäftsführer von UPC Nederland, neuer CEO von Ziggo. René Obermann verließ das Unternehmen. Coopmans kündigte bei seinem Amtsantritt an, UPC Nederland mit Ziggo zu fusionieren. Das neue Unternehmen werde nach Abschluss der Integration den Namen „Ziggo“ tragen. Im November 2014 wurde die Integration von Ziggo in die Unternehmensstruktur von Liberty Global Europe abgeschlossen.
Ende Dezember 2014 folgte das Delisting und die Umwandlung in eine B.V.

## VodafoneZiggo
Am 16. Februar 2016 wurde bekannt, dass die Telekommunikationsanbieter Ziggo und Vodafone ein Joint Venture eingehen werden. Später stellte sich jedoch heraus, dass die Gespräche weit über ein Joint Venture hinausgingen. Eine neue Fusionsgesellschaft, VodafoneZiggo wurde am 1. Januar 2017 gegründet. Gleichzeitig begann das Unternehmen mit dem Angebot des Video-on-Demand-Dienst Ziggo Movies & Series, für den es eine Partnerschaft mit dem US-amerikanischen Fernsehprogrammanbieter HBO einging. Infolgedessen liefen die Dienste MyPrime und TV Royaal aus. Am 12. Januar 2017, verlegte Ziggo Sport seine Aktivitäten von Amsterdam in den Hilversum Media Park. Seit April 2021 wird das TV-Angebot bei Ziggo ausschließlich digital übertragen. Vodafone erhält durch dieses Gemeinschaftsunternehmen die Möglichkeit per Kabelinternet, Angebote aus Telefon und Internet anzubieten mit Übertragungsraten, die das herkömmliche Festnetz via ADSL nicht bietet.

## Trivia

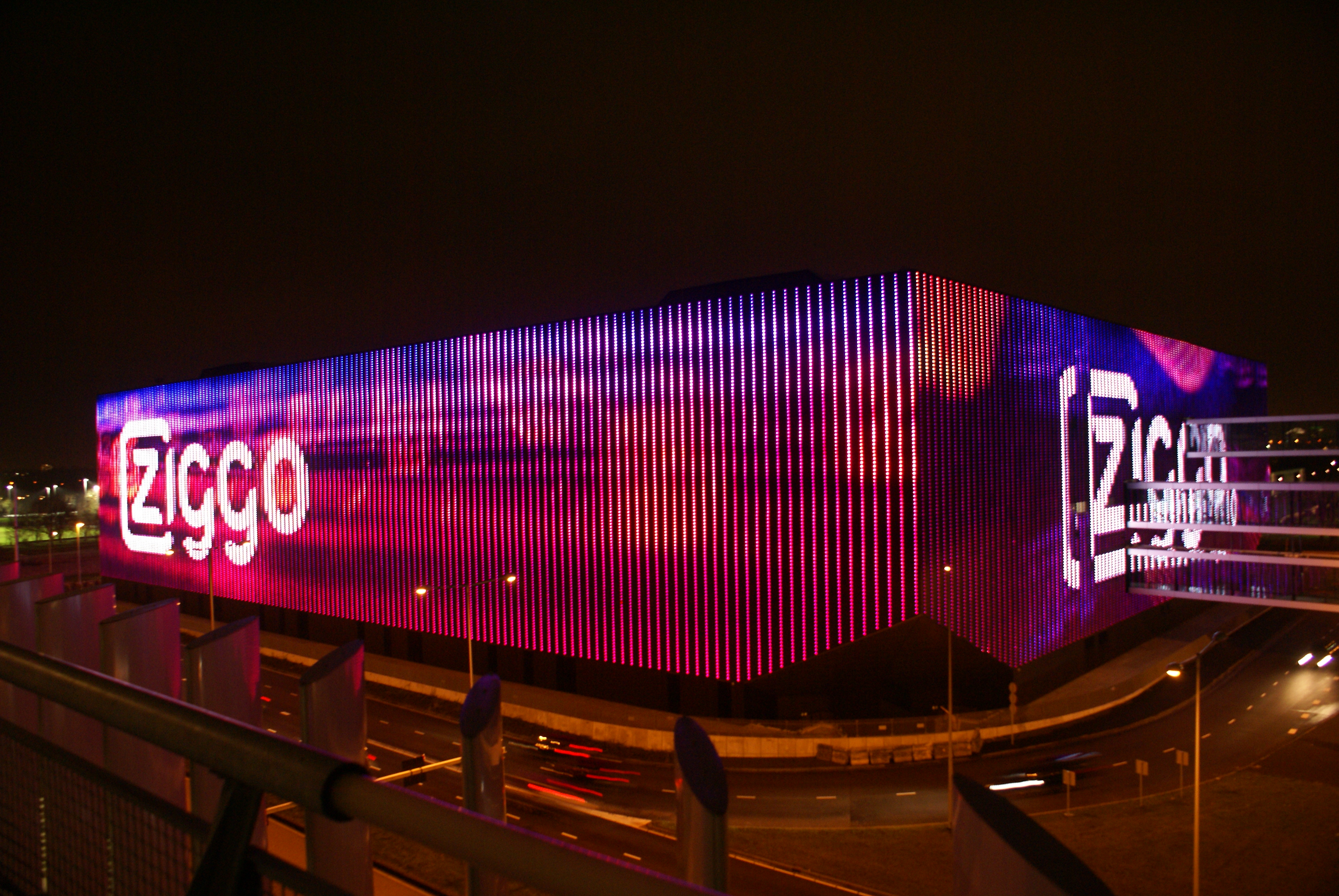
Ziggo Dome

Das Unternehmen ist Namensgeber des Ziggo Dome in Amsterdam. Die Arena fasst 17.000 Zuschauer und wird hauptsächlich für Konzerte genutzt.
Ziggo wurde mit Wirkung zum 1. Januar 2015 neuer Hauptsponsor des Fußballvereins Ajax Amsterdam.